# Eucalyptus rostrata
Eucalyptus rostrata es un eucalipto nativo de Australia.
Es un sinónimo de Eucalyptus camaldulensis subsp. camaldulensis según el Real Jardín Botánico de Kew

## Nombre común
- River red gum, eucalipto colorado, andean cherry, cerezo patagónico,  gomero rojo

## Características de la madera
- Color de albura: blanco amarillento claro
- Color de duramen: castaño rojizo
- Brillo: mediano
- Olor: ausente
- Textura: fina
- Grano: entrelazado ondulado
- Veteado: suave

## Características del rollizo
- Longitud útil: 8-12 m
- Diámetro promedio: 6 dm
- Conformación: buena
- Estado sanitario: bueno

### Propiedades físicas de la madera con 15% de humedad
- Densidad (kg/dm³): 0,830-0,900
- Contracciones (%)
  - Radial (R): 4,0
  - Tangencial (T): 8,5
  - Volumétrica (V): 15,0-19,3
- Relación T/R: 2,12

### Propiedades mecánicas de la madera con 12% de humedad
- Flexión (kg/cm²)
- Módulo de rotura: 1.150
- Módulo de elasticidad: 101.000
- Compresión axial (kg/cm²)
- Módulo de rotura: 572
- Módulo de elasticidad: 128.000
- Dureza normal a las fibras (kg/cm²): 645

### Comportamiento del duramen ante agentes biológicos
- Insectos: resistente.

### Comportamiento en varios procesos
- Maquinado: normal
- Pintado: normal
- Clavado: normal
- Secado: con precaución

### Durabilidad
Durable a la intemperie

### Usos de la madera
Pisos, decks, carrocerías , muebles, durmientes, pergolas